# Drino angustifacies
Drino angustifacies là một loài ruồi trong họ Tachinidae.